# 氷川神社 (上尾市上)
氷川神社（ひかわじんじゃ）は、埼玉県上尾市の神社。

## 歴史
創建年代は不明である。ただ本殿は1673年（延宝元年）に龍山院の盛寿によって建立されていることから、その頃には既に存在していたものと推測される。そういう経緯により、龍山院が別当寺であった。江戸時代は上村をはじめ桶川宿などの5か村の鎮守であった。
1873年（明治6年）、近代社格制度に基づく「村社」に列せられ、明治末年の神社合祀により周辺の25社が合祀された。

## 交通アクセス
- 北上尾駅より徒歩21分。